# Championnats du monde de BMX 2001
Navigation
Édition précédente Édition suivante
Les championnats du monde de BMX 2001, sixième édition des championnats du monde de BMX organisés par l'Union cycliste internationale, ont eu lieu du 19 au 31 juillet 2001 à Louisville, aux États-Unis. Ils sont remportés par le Britannique Dale Holmes chez les hommes et par l'Argentine María Gabriela Díaz chez les femmes.

## Podiums
| Épreuves                     | Or                  | Argent          | Bronze             |
| ---------------------------- | ------------------- | --------------- | ------------------ |
| Épreuves masculines          |                     |                 |                    |
| Élite hommes                 | Dale Holmes         | Ivo Lakučs      | Randy Stumpfhauser |
| Cruiser élite hommes         | Christophe Lévêque  | Dale Holmes     | Randy Stumpfhauser |
| Épreuve masculines - juniors |                     |                 |                    |
| Junior hommes                | Donny Robinson      | Ian Stoffel     | Jérémy Cotte       |
| Cruiser junior hommes        | Donny Robinson      | Clément Doby    | Ian Stoffel        |
| Épreuves féminines           |                     |                 |                    |
| Élite femmes                 | María Gabriela Díaz | Marie McGilvary | Elodie Ajinça      |
| Junior femmes                | Michelle Meandro    | Héléna Aubry    | Jamie Lilly        |

## Tableau des médailles
| Rang  | Nation      | Or | Argent | Bronze | Total |
| ----- | ----------- | -- | ------ | ------ | ----- |
| 1     | États-Unis  | 3  | 2      | 4      | 9     |
| 2     | France      | 1  | 2      | 2      | 5     |
| 3     | Royaume-Uni | 1  | 1      | 0      | 2     |
| 4     | Argentine   | 1  | 0      | 0      | 1     |
| 5     | Lettonie    | 0  | 1      | 0      | 1     |
| Total | Total       | 6  | 6      | 6      | 18    |